# Province de Copiapó
La province de Copiapó est une province chilienne située au centre de la région d'Atacama. Elle a une superficie de 32 539 km² pour une population de 155 713 habitants. Sa capitale provinciale est la ville de Copiapó qui abrite 80 % de la population de la province et 50 % de celle de la région. Le gouverneur actuel est Antonio Prado Castro.

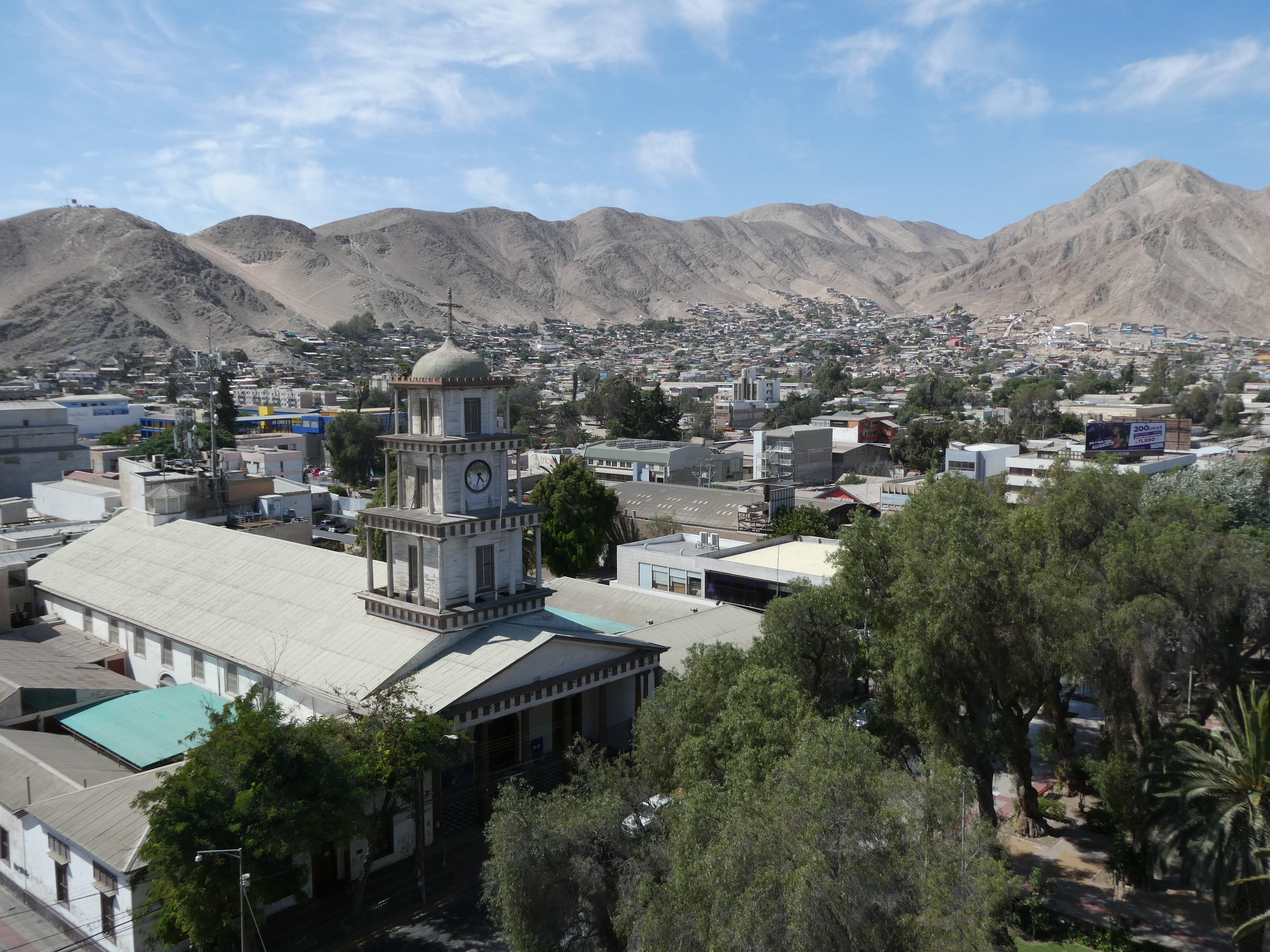
Vue de la ville de Copiapó.

## Communes
La province est divisée en trois communes :
- Copiapó ;
- Caldera ;
- Tierra Amarilla.